# 博特雷爾鎮
博特雷爾鎮（西班牙語：Doctor Botrell），是巴拉圭的城鎮，位於該國東南部，由瓜伊拉省負責管轄，面積75平方公里，每年平均降雨量1,600毫米，2002年人口1,390，人口密度每平方公里18.29人。